# Paphia costata
Paphia costata är en ljungväxtart som först beskrevs av Charles Henry Wright, och fick sitt nu gällande namn av P.F.Stevens. Paphia costata ingår i släktet Paphia och familjen ljungväxter. Inga underarter finns listade i Catalogue of Life.